# Henri Berestycki
Henri Berestycki, né le 25 mars 1951 à Paris, est un mathématicien français.

## Biographie
Henri Berestycki est né à Paris le 25 mars 1951. 
Il est marié et a quatre enfants dont deux fils mathématiciens, Julien et Nathanaël.

## Formation et carrière
Il étudie à l'École normale supérieure de 1971 à 1975, puis à l'université Pierre-et-Marie-Curie où il obtient un doctorat de 3e cycle en 1975 et un doctorat d'État en 1980, tous deux en mathématiques.
Il obtient un doctorat de 3e cycle de l'université Pierre-et-Marie-Curie en 1975, le titre de la thèse étant Contributions à l'étude des problèmes elliptiques non linéaires et son directeur de thèse Haïm Brezis. Il est nommé L.E. Dickson Instructor en mathématiques à l'université de Chicago entre 1975 et 1977 avant de poursuivre sa carrière en France. Il a de nombreuses contributions en analyse non linéaire : systèmes hamiltoniens, équations elliptiques non linéaires, théorie spectrale des opérateurs elliptiques, avec des applications à la modélisation mathématique en mécanique des fluides et en combustion. Ses travaux de recherche actuels portent sur la modélisation mathématique des marchés financiers, les modèles mathématiques en biologie et, plus spécialement, en écologie, et la modélisation en sciences sociales (dynamique urbaine, criminalité). Pour ces derniers sujets, il a obtenu une ERC Advanced grant en 2012.
Il a d'abord été chargé de recherches au CNRS, professeur à l'université Paris-XIII-Villetaneuse de 1983 à 1988, à l'université Pierre-et-Marie-Curie de 1988 à 2001, et enfin directeur d'études à l'École des hautes études en sciences sociales depuis 2001. 
Professeur à l'École normale supérieure de 1989 à 1999, il a également enseigné à mi-temps à l'École polytechnique de 1987 à 1999. Il a été à plusieurs reprises professeur invité au département de mathématiques de l'université de Chicago de 2005 à 2013, et a été co-directeur du Stevanovich Center of Financial Mathematics de Chicago.
Il est membre du Conseil national des universités, de 1992 à 1995 et directeur du Centre d'analyse et de mathématique sociales (CAMS) depuis 2001.
Le conseil de la recherche de la ComUE Psl a élu le 21 septembre 2015 Henri Berestycki doyen de la recherche. 
Il est également membre du conseil d'orientation de l'Institut Montaigne, un think tank libéral. 

## Distinctions
- Lauréat du prix carrière de l'Académie des sciences (1988), du prix Sophie-Germain (2004)[9] et du prix Gay-Lussac Humboldt (2004)[10].

- Chevalier de la Légion d'honneur (2009)[11].

- Membre de l'Académie américaine des arts et des sciences depuis 2013[12].